# Werner Fiedler (Journalist)
Werner Fiedler (* 2. April 1899 in Berlin; † 1986) war ein deutscher Journalist, der besonders als Filmkritiker hervortrat.
Fiedler schrieb für die Deutsche Rundschau. Seit 1928 war Fiedler Mitglied der Berliner Redaktion der meinungsgebenden Deutschen Allgemeinen Zeitung (DAZ). Mehrfach erteilte ihm Reichspropagandaminister Goebbels Schreibverbot, 1936 versuchte er jede Kunstkritik zu verbieten, was Fiedler geschickt unterlief. Von August 1939 bis Mai 1941 war Fiedler zur Wehrmacht abkommandiert und war bis 1941 untergeordnet an der Produktion des Propagandafilms „Sieg im Westen“ über den Westfeldzug von Svend Noldan durch die Propagandakompanie des Heeres beteiligt. Er schrieb Filmkritiken bis Anfang 1945 für die DAZ, gelegentlich auch für die nationalsozialistische Wochenzeitung Das Reich und den Film-Kurier. Wegen seiner negativen Kritik an Paul Verhoevens Film Philharmoniker (1942/44) erwog Goebbels eine Inhaftierung. Dagegen fand der Dirigent Wilhelm Furtwängler, der sich geweigert hatte mitzuspielen, die Kritik sehr treffend.
Ab 1946 schrieb er für die Zeitschrift Revue als Chefredakteur (bis 1948), den West-Berliner Der Tag und arbeitete bis in die 1960er Jahre für den Sender Freies Berlin.
Eine besondere Rolle spielte er am 10. August 1944 beim Prozess vor dem Volksgerichtshof gegen Fritz-Dietlof von der Schulenburg, als er dessen Schlussworte auswendig lernte und der Familie übermittelte.

## Einzelbelege
1. ↑  Walter Hagemann: Publizistik im Dritten Reich, 1948, S. 60. https://ubdocs.aau.at/open/voll/altbestand/AC00887454.pdf
2. ↑  Hans Dieter Müller: Das Reich - Porträt einer deutschen Wochenzeitung. In: Der Spiegel 34/1964 https://magazin.spiegel.de/EpubDelivery/spiegel/pdf/46174976
3. ↑  Norbert Frei, Johannes Schmitz: Journalismus im Dritten Reich. C.H.Beck, 2011, ISBN 978-3-406-61725-6 (google.de [abgerufen am 21. Juni 2023]).
4. ↑  https://www.abruckner.com/down/editorsnote/brucknermovies/philharmoniker1942/The-Film_Philharmoniker.pdf
5. ↑  Helmut Kindler: Zum Abschied ein Fest: Die Autobiographie eines deutschen Verlegers. Rowohlt Repertoire, 2017, ISBN 978-3-688-10642-4 (google.de [abgerufen am 21. Juni 2023]).
6. ↑  Fritz-Dietlof Graf von der Schulenburg, Bruder der Dorstener Nonne und Künstlerin Sr. Paula, trat 1932 in Recklinghausen in die NSDAP ein, Hitler gab ihm 1938 die Hand und am 10. August 1944 wurde er als 20. Juli-Attentäter gehängt | DORSTEN-transparent.de. Abgerufen am 20. Juni 2023.

| Personendaten    | Personendaten        |
| ---------------- | -------------------- |
| NAME             | Fiedler, Werner      |
| KURZBESCHREIBUNG | deutscher Journalist |
| GEBURTSDATUM     | 2. April 1899        |
| GEBURTSORT       | Berlin               |
| STERBEDATUM      | 1986                 |